# Chilobrachys bicolor
Chilobrachys bicolor is een spinnensoort uit de familie van de vogelspinnen (Theraphosidae).
De wetenschappelijke naam van de soort werd in 1895 als Musagetes bicolor gepubliceerd door Reginald Innes Pocock.